# Dissen-Striesow
Dissen-Striesow (sorbisk: Dešno-Strjažow) er en kommune i Landkreis Spree-Neiße i den tyske delstat Brandenburg. Den hører under Amt Burg (Spreewald) som har forvaltningssæde i kommunen Burg (Spreewald). Kommunen ligger i den sydøstlige del af delstaten, i det vendiske/sorbiske område, og 28,9% (1995) af befolkningen har kendskab til det Sorbiske sprog.